# Odobești (Bacău)
Odobeşti é uma comuna romena localizada no distrito de Bacău, na região de Moldávia. A comuna possui uma área de 43.64 km² e sua população era de 2431 habitantes segundo o censo de 2007.